# 関根潤三
関根 潤三（せきね じゅんぞう、1927年3月15日 - 2020年4月9日）は、東京府豊多摩郡千駄ヶ谷町（現：東京都渋谷区）出身（北豊島郡巣鴨町〈現：豊島区巣鴨〉生まれ）のプロ野球選手（投手、外野手）・コーチ・監督、解説者。
現役時代は近鉄、巨人で活躍。打者で1000本安打・投手で50勝を記録、またオールスターゲームでは初めての投手・野手の両方でのファン投票選出を記録した。2003年、野球殿堂入り。

## 経歴

### 現役時代

#### アマチュア時代
藤田省三が監督を務める旧制日大三中へ進学したものの、入学初年度は小柄であったため、練習に参加させてもらえなかった。2年生に進級後ようやく参加できたが、それでも外野の球拾いであった。やがて、兼務していた法政大に掛り切りとなった藤田が去り、後任監督から二塁手として抜擢されたのが転機となり、試合に出場できるようになった。左利きの二塁手が二塁のベースカバーで併殺を完成させるのは難があったが、それでも関根は3度成功させた記憶がある、と『さらば、愛しきプロ野球…。』の中で語っている。また投手に抜擢されたのも、この旧制中学時代の頃であったが、杉下茂が居た旧制帝京商などに阻まれ、甲子園への出場は叶わなかった。
卒業後は法政大学経済学部に進学し、東京六大学リーグでは、藤田監督の下で4年間にわたりエースとして活躍。旧制中学同期の根本陸夫ともバッテリーを組み、3年次の1948年秋季ではチームを戦後初のリーグ優勝に導く。4年次の1949年では春季に主将を務め、秋季では戦後初、史上2人目の通算40勝を記録。リーグ通算79試合登板、41勝30敗。毎試合のように先発し、当然のように1試合を投げ切った。エースの連投が当たり前であった当時の東京六大学ではあったが、通算658イニング、シーズン投球回数133回2/3（1949年秋季）、勝敗通算71（若林忠志と同数）という記録を残した。1949年秋には来日したサンフランシスコ・シールズ相手に好投し、当時の法大は明大との秋季リーグ優勝争いの渦中にあったが、急遽子供達だけを招待する「オドールデー」として組まれた六大学選抜軍との試合にエースの関根が先発登板することとなった。このためか、翌々日の明大戦にチームは敗れ、優勝を逃した。打者としても93試合に出場し350打数93安打、打率.266、0本塁打、38打点を記録した。

#### プロ入り後
当初はプロ入りを望んでいた訳ではなく、八幡製鐵所に就職が内定していたが、恩師の藤田が監督に就任した事もあって、1950年に近鉄パールスへ入団。1年目の同年は規定投球回（25位、防御率5.47）に達するが4勝にとどまる。
1951年と1953年には開幕投手を務めるなど万年最下位の近鉄でエースとして活躍し、特に1951年の開幕戦では、法大の先輩でもある同僚森下重好が3打席連続本塁打で援護射撃した。
1954年には自己最高の16勝、リーグ10位の防御率2.44を記録するが、自身はプロ入団初年の開幕2戦目にして肩を壊しており、それ以降は本当の球の力が戻らなかったと述べている。「カーブやフォークは遊びであり、ピッチャーでまっすぐが通用しなくなったら終わりだ」との持論もあって、プロ8年の投手人生に見切りをつけ、打者に転向したと述べている。始めは旧制中学からのチームメイトである根本に転向の意思を打ち明けたが、関根の球威に限界を感じていたのか、根本からは反対されなかった。元々野手顔負けの打撃力を備えていたこともあり、右翼手あたりを狙って正式に野手転向を申し入れる。しかし首脳陣からは「転向しても下位打線では困る」と難色を示され、1957年4月9日からの阪急との3連戦に右翼手として限定起用、クリーンナップとしての適性を試された。初戦は5番打者として3安打、2戦目で2安打、3戦目は三番に回り1本塁打を含む3安打を記録する。この結果、小玉明利ら打線の中軸の一角に座ることになった。もっとも関根、小玉とも長打力を持ち味としておらず、打線全体としては他球団よりも爆発力で劣っており、後年「ピストル打線」と呼ばれる。同年は主に3番・右翼手として起用され、初めで規定打席に到達、リーグ9位の打率.284を記録。
1958年は開幕直後に負傷欠場するが7月半ばには復帰し、その後も中心打者として活躍。
1962年には自己最高でリーグ8位の打率.310、1963年にもリーグ6位の打率.296で自己最多の12本塁打と好成績を挙げた。
1965年に読売ジャイアンツへ移籍し、16年目・38歳で初のリーグ優勝を経験。同年の南海との日本シリーズでも3試合に代打として起用され、第2戦で初安打を放つ。自身のプロ生活唯一のポストシーズン、チーム日本一（V9初年度）も経験し、同年限りで現役引退。川上哲治監督以外はコーチも含めて全員年下だったため、若い選手からは「お父さん」と呼ばれていたという。
投手・野手両方で実績を残した数少ない選手である。史上初めて、投手・野手の両方でオールスターに出場した。投手としてファン投票で1回。外野手としてファン投票で1回、監督推薦で3回出場（長らく「史上唯一」であったが大谷翔平が2013年に野手として、2014年に投手として選出され、出場し2人目となった。）。また、2リーグ制以後では唯一の防御率ベストテン入り、打率ベストテン入りの双方を達成。さらに、通算50勝、1000本安打の双方の達成は2リーグ制以後唯一であり、1リーグ時代を含めても他に中日などで活躍した西沢道夫しか達成していない記録である。

### 引退後
引退後はニッポン放送野球解説者（1966年 - 1969年）を経て、1970年、根本陸夫監督と広岡達朗一軍守備コーチの要請で広島東洋カープ一軍打撃コーチ（ヘッド格）に就任。山本浩二・衣笠祥雄・三村敏之・水谷実雄らを育て後の広島黄金時代の礎を築くが、同年限りで辞任。
広島退団後は2度目のニッポン放送野球解説者（1971年 - 1974年）を経て、1975年には現役時代から親交のあった長嶋茂雄監督の要請で巨人ヘッドコーチに就任するが、同年は球団史上初の最下位に終わる。1976年には二軍監督となり、西本聖・中畑清・篠塚利夫ら後に主力となる若手選手を徹底的に鍛え上げてイースタン・リーグ優勝に導いたが、同年解任。
巨人退団後は3度目のニッポン放送野球解説者（1977年 - 1981年）を務め、1981年オフ、長嶋の監督招聘を働きかけていた横浜大洋ホエールズに「長嶋監督が実現したら交代する」との条件で監督に就任。打撃コーチを務めた松原誠は「関根さんは正直な人で、コーチミーティングで堂々「私は長嶋さんが来るまでのつなぎ」と宣言。冗談じゃないと思ったね。生え抜きの人間としては、来るか来ないか分からない人のつなぎ役と一緒になんてやりたくなかった。」と述べている。1982年は辻恭彦・加藤俊夫・福嶋久晃のベテラン捕手3人体制を編み出し、無償トレードで獲得したベテランの五月女豊を先発に中継ぎに、時には抑えにとあらゆる場面で投入。オフに巨人が1979年に行った地獄の伊東キャンプと同様の大洋版伊東キャンプを敢行、4月こそ首位争いに加わるも、7月以降に失速し、Bクラスに低迷、投手陣は遠藤一彦と役割を交換した斉藤明夫がリリーフながら2.07で最優秀防御率を獲得し、30セーブは当時の日本記録、先発に回った遠藤も14勝17敗とまずまずの成績を収めた。打撃陣では10年目の長崎啓二が開幕から打棒が絶好調で、中日・田尾安志と首位打者を争った。巨人の全日程終了後の10月18日の中日戦（横浜）で、中日が勝てば中日の優勝という試合で大洋の投手陣は田尾を5打席連続敬遠し、試合も中日が勝って優勝を決めた。大洋は5位に終わったが長崎は打率・351で首位打者になった。1983年にはロッテからレオン・リー、阪神から加藤博一をトレードで獲得。さらに大リーガーのジム・トレーシーを加入させるなど、打線の強化を図った。しかし、巨人と広島のマッチレースに割って入れず、6月以降阪神と中日などとAクラスを争った。9月にヤクルト、10月に中日がそれぞれ脱落すると最終的に引き分けの多い大洋が阪神を0.5ゲーム差で振り切り、4年ぶりのAクラス入りとなる3位に入った。遠藤は18勝9敗3セーブで最多勝利と沢村賞、斉藤明は10勝8敗22セーブ、10月21日の巨人戦（後楽園）でベテラン・平松政次が通算200勝を達成した。打撃陣ではレオンとトレーシーの外国人コンビのほか、前年首位打者の長崎やこの年レギュラー定着の高木豊や屋鋪要、四番の田代富雄もまずまずの成績を残した。高木豊は二塁手のダイヤモンドグラブ賞を受賞した。1984年はトレーシーが関根と起用法を巡って対立し、開幕後に退団。打線の核を失ったチームは4月に8勝11敗と負け越して開幕ダッシュに失敗すると、5月以降はBクラスに定着。8月中旬には最下位に転落。最終的に優勝の広島に30.5ゲーム差を付けられ、1981年以来の最下位に沈んだ。平松が衰えた投手陣はエースの遠藤が孤軍奮闘し、関根浩史や金沢次男もローテーションを守ったものの、チーム防御率4.55はリーグ5位だった。シーズン終了後、関根は最下位の責任を取り3年で辞任した。近藤貞雄に監督をバトンタッチし、近藤は屋鋪・加藤・高木を「スーパーカートリオ」として売りだした。
大洋退団後は初めてフジテレビ野球解説者に就任し、4度目のニッポン放送野球解説者（1985年 - 1986年）と並行して務めた。
1987年にはヤクルトスワローズ監督に就任。ヤクルトではヘッドコーチに前阪神監督の安藤統男、大洋監督時代に一軍投手コーチであった小谷正勝を招聘、一軍打撃コーチに生え抜きのOB佐藤孝夫をつけた。池山隆寛・広沢克己・栗山英樹・荒井幸雄・内藤尚行・伊東昭光・荒木大輔・秦真司・笘篠賢治らを起用し、後任の監督野村克也にわたり起用されるレギュラー選手として育てあげた。1988年には大洋時代と同じくヤクルト版伊東キャンプを敢行しているが、1989年限りで辞任し、小谷コーチも大洋へ戻った。
通算6シーズン経験した一軍監督時代は成績面では恵まれず、優勝はおろかAクラスにも一度しか手が届かなかったが、若手を積極的に実戦に投入した実績から「人材育成の名手」として評価された。関根自身も、恩師・藤田の勝負よりも育成に主眼を置いた指導に影響を受けたことを認めている。テリー伊藤は自身の著書の中で「勝つ宿命を背負わなかったお気楽『プロ野球ニュース』監督」と評している。
1990年にフジテレビ・ニッポン放送野球解説者に復帰。解説者としては、結果論や当たり前のことしか言わない点を揶揄されることが多い。この点については、解説者を始めた時に詳細な技術論を展開したところ、兄から「解説がわかりづらい。専門的なことを長々と喋られても、視聴者に伝わりづらい」という指摘を受けたため、わかりやすくシンプルな解説を心がけるようにした、と著書で述べている。
2011年時点でテレビ局・ラジオ局専属のプロ野球解説者の中ではTBSラジオの杉下茂 に次いで高齢となっていた。地上波テレビの中継に関して言えば2010年以降、担当実績はなかったが、ラジオでの解説はその後もしばしば行った。
2020年4月9日午前9時45分、老衰のため東京都内の病院で死去。93歳没。

## 人物
テレビなどで自身を紹介された時は必ず「よろしくどうぞ」と挨拶する。
ニッポン放送解説者1期目は専属解説者が関根1人であったため、ニッポン放送で中継されるほとんどの試合の解説を関根が行っていた。元ニッポン放送アナウンサーの深澤弘は「他局は当時から何人もの解説者を起用していたが、 関根さんの声が聴こえたらニッポン放送だと解るようにあえて関根さん1人しか起用しなかった」とコメントしている。
大洋・ヤクルト監督時代の老成した、穏やかな印象から「笑顔があふれる温厚な人物（好々爺）」と思われがちであるが、実際は若い頃から、言葉より先に手が出るという熱血漢である。旧制日大三中・法大・近鉄で同窓となった永年の親友である根本が『潤ちゃんは、見た目は紳士だけど、中身はヤクザ』、『あいつはインテリヤクザ。絶対に怒らせてはいけない』と生前言い残した逸話を持つ。根本自身も若い頃に相当の武勇伝を持つことで知られているが、この言葉に対し関根は「アイツが自分のことを隠すために言ったセリフ」と交わしている。広岡達朗も「関根さんは怒らせてはいけない」と語っている。また、法大の同級生には安藤昇がおり、根本と3人で安藤組の縄張りだった渋谷界隈で遊んでいたこともあった。
著書の中で『僕も根本も売られたケンカは買った。でも自分から売ることはなかったねぇ。殴り合いになる前に「生まれはどこだ?」「ヤサは?」なんて話してるうちに、ケリがついちゃう事が多かった』と記している。
若い選手達にはその恐さが浸透していたとは言い難く、大洋監督時代、試合前のミーティングに遅刻したベテラン選手がいたので「てめぇら、ふざけるんじゃねぇ!」と怒鳴ったところ、選手達は恐縮せず、ただ驚くばかりであった。その後しばらく、選手間では「てめぇら、ふざけるんじゃねぇ!」が、流行語になったという。
広島コーチ時代は東京の自宅に家族を残して寮に単身赴任で生活し、門限を破った衣笠祥雄を寮の玄関で待ち伏せていた逸話は有名。説教を覚悟した衣笠に対し、笑顔で「さあ、素振りをやろうか」とバットを渡し、夜中にもかかわらず衣笠の素振りを付っきりで見守った。後に関根は「素振りさせたけど、（衣笠が）最初は反抗的な目だったからこっちも意地になって朝まで付き合った」と語っている。この時のエピソードを衣笠は生前に寮に帰ったら玄関の電気が付いていて、関根が待ち構えていて、「キヌ、やろうか。お前、今日やって無いよな」と言われて素振りを始めたが、酔っ払っていたため手が滑ったりして目の前で椅子に座って衣笠を見ていた関根にバットが飛んだりしないかと思いながらやっていたそうで、後に関根にその話をしたら、「（衣笠の振ってるバットが飛んで来るかと思い）俺だって怖かったんだよ」と関根に言われたそうで、素振りが終わってから、「キヌ、やるだけの事をやってから外（遊びに行く）行けよ」と関根に言われたのと、怒られる以上に怖かったと話していた。この時は夕食の後に寮に住む若手選手は夜11時から素振りをやっていたが、この日衣笠は試合で不振だった鬱憤晴らしに寮に帰らず飲み屋に直行したため、素振りに参加せずに深夜3時まで飲んでいて、衣笠がいないのが分かった関根が衣笠が帰って来るまで寮の玄関で待ち構えていたとの事である。
他球団の情報を収集する「先乗りスコアラー」がまだ存在していなかった近鉄選手時代の1954年、監督の藤田から「西鉄の選手の打撃時の特徴をまとめてくれ」と依頼され、関根は旅館に閉じこもり一晩かけてまとめあげた。この依頼、実は日本シリーズに出場する中日監督・天知俊一からの依頼で、藤田と天知が旧知の仲であったことから実現したもの。このデータは同年の日本シリーズで中日が初優勝を決めた際に大きく役立ったという。ちなみに大下弘に関しては「得点圏にランナーがいる時の大下は敬遠しろ」と警告したという（2007年のニッポン放送日本シリーズ中継時の談話）。
2004年の球界再編騒動の際、CSの『プロ野球ニュース』で「近鉄は（プロに）ぎりぎりのチームだったから、お客さんを呼ぶことができませんでした」と発言した大久保博元に対して「近鉄がプロにぎりぎりのチームなんて、ふざけんじゃないよ!!」と激しく非難した。このとき関根は近鉄のOB会長を務めていた。1980年代以降に書かれた野球漫画の中では温厚な人物として書かれていることが多く、この大久保怒鳴りつけ事件の後、該当漫画に対して抗議文を送るなどした者もいたという。
2000年、『プロ野球珍プレー・好プレー大賞』に出演していた関根は、司会の島田紳助から「明らかにここ（頭）を狙ったデッドボールってありますよね?」と振られ、「ありますよ。でも頭はダメですよね。ここ（頭）から下ならいいですけどね」などと喋ってしまい、同じく司会の大橋マキから「関根さんは監督時代に、ここ（頭）から下のデッドボールを指示されたことってあるんですか?」と聞かれるとあっさり「ありますよ」と認めてしまった。これに対し紳助は「爆弾発言ですよ! 関根さんは普段から本当に温厚で、いつもなら湯船に浸かっているような状態で…」と笑いを取っていた。紳助は他にも、関根から聞いた「人生1勝2敗で十分」との人生観を披露し、「そらヤクルトは強よなりませんわな」とコメントしていた。
夫人との間に一男一女がおり、息子はポニーキャニオンに勤務。1980年代後半、当時ポニーキャニオンと契約していたとんねるず・石橋貴明がテレビ番組内で関根の愛息とはたびたび仕事で顔を合わせていたという。
関根の現役時代、夫人は神奈川県川崎市で喫茶店を営んでおり、関根は長らく大阪で単身赴任状態となっていた。
21世紀以降、日本人の中でも数少なくなった第二次世界大戦時代を肌で経験した世代となって「太平洋戦争と野球」を語る機会が増えた。2005年にはNHK衛星第2テレビで放送された平日の帯番組『あの日 昭和20年の記憶』に出演し、東京大空襲直後に渋谷区周辺で多数の焼死体を目撃したことを語った。また、2006年10月3日にNHK総合に放送された『その時歴史が動いた・戦火をこえた青春の白球～学徒出陣前 最後の早慶戦～』にゲスト出演。自らの学生時代を語り、バットを持って歩いていたところを警察官に呼び止められ「宿敵・米国産の野球をやるとは何事か!!」と怒鳴られたことを明かした。
かつて『プロ野球ニュース』で一緒に仕事をした八木亜希子の大ファンで、2007年6月22日の『松本秀夫のやっぱり野球は面白い』（ニッポン放送）で次の番組（『八木亜希子と垣花正のサウンドコレクション』）の紹介に来た時は大喜びした。その後、急遽『八木亜希子と垣花正のサウンドコレクション』に顔を出し、小学校時代の失恋話を披露した（テーマが失恋だったため）。
アルコールは飲まず、煙草は両切りピースを愛煙した。
中継ではアナウンサーが変な質問をするとまるで相手にせず一蹴していたが、中継終了後はいつもの優しい関根に戻り、特に遠征先では、食事後に喫茶店で深夜まで野球談義を繰り広げた。話題は今日の試合の振り返りから昔話までと幅広く、「中学時代、沢村栄治さんにピッチングを褒められたんだよ」と話をする時には、いつも目を細めていた。
球場にはよくマイカーで通勤し、モスグリーンのジャガーで颯爽と乗り付け、ポロシャツの襟を立ててジャケットを肩に羽織っていた。
学生時代は大崎駅を除く山手線の各駅にガールフレンドがいた。
法政大学経済学部同窓会の副会長を、1992年3月から1995年6月まで務めていた。

## ヤクルト監督時代のエピソード
関根は就任1年目のキャンプで『ブンブン丸』こと池山隆寛に「いいと言うまで止めないこと」と素振りを命令している。その後命令したことをすっかり忘れてしまって喫茶店に行ってしまい、池山は止めるに止められず延々素振りし続けた。
広澤克実は関根潤三監督に長嶋一茂を代打に出されて憤慨したという話を様々な場所で披露しているが、実際にはそのような事実はない。関根監督時代に広澤と一茂が同時在籍したのは1988年と1989年の2年間だが、広澤は1988年はフルイニング出場しており、1989年も8月9日対阪神戦（明治神宮球場）で代打に若松勉を出されたのと、10月7日対中日戦（ナゴヤ球場）で代走に荒井幸雄を出されただけである。野村克也監督時代の1990年8月13日対巨人戦（神宮）で、広澤の打順に投手の金沢次男が入り、その金沢の代打に一茂が入ったことがあり、これを勘違いしていると思われる。
もっとも、池山・広沢は関根にとって思い入れの深い教え子であり、「あのふたりには夢を持てました。練習が楽しみで仕方なかった。極端な話、ゲームなんかどうでもいいほどでした」「彼らを前に押し出すということを意識的にやった」と述懐している。
「ちゃんとした選手は、放っておいても自分で練習して育つ」が持論で、監督やコーチによるフォーム矯正には否定的考えを持っている。
試合中のピンチや投手交代時にマウンドに赴いた際、投手の足を思い切り踏みつけていたことがあった。主な被害者は内藤尚行、川崎憲次郎の2人。ピンチ時には「ここで打たれたら怒るよ」と笑顔で言いながらやっていたという。
1989年の春季キャンプでテスト入団したホアン・アイケルバーガーを入団させた理由をラジオにて、「名前がおもしろくて獲ったんだよねー。なんて言ったっけ? 開幕で暴投してすぐいなくなっちゃった…」と発言したという噂がある。また、関根が若い頃進駐軍にいたアイケルバーガー将軍を連想して獲ったとも。

## 詳細情報

### 年度別投手成績
| 年 度     | 球 団     | 登 板 | 先 発 | 完 投 | 完 封 | 無 四 球 | 勝 利 | 敗 戦 | セ 丨 ブ | ホ 丨 ル ド | 勝 率 | 打 者 | 投 球 回 | 被 安 打 | 被 本 塁 打 | 与 四 球 | 敬 遠 | 与 死 球 | 奪 三 振 | 暴 投 | ボ 丨 ク | 失 点 | 自 責 点 | 防 御 率 | W H I P |
| --------- | --------- | ----- | ----- | ----- | ----- | -------- | ----- | ----- | -------- | ----------- | ----- | ----- | -------- | -------- | ----------- | -------- | ----- | -------- | -------- | ----- | -------- | ----- | -------- | -------- | ------- |
| 1950      | 近鉄      | 26    | 14    | 8     | 0     | 1        | 4     | 12    | --       | --          | .250  | 689   | 148.0    | 185      | 16          | 53       | --    | 7        | 69       | 1     | 1        | 110   | 90       | 5.47     | 1.61    |
| 1951      | 近鉄      | 39    | 21    | 10    | 2     | 1        | 7     | 11    | --       | --          | .389  | 798   | 189.0    | 189      | 13          | 55       | --    | 8        | 97       | 2     | 2        | 91    | 72       | 3.43     | 1.29    |
| 1952      | 近鉄      | 39    | 17    | 7     | 1     | 1        | 5     | 16    | --       | --          | .238  | 737   | 173.2    | 170      | 10          | 52       | --    | 5        | 78       | 2     | 2        | 77    | 68       | 3.52     | 1.28    |
| 1953      | 近鉄      | 35    | 26    | 19    | 1     | 1        | 10    | 15    | --       | --          | .400  | 914   | 219.0    | 209      | 10          | 58       | --    | 8        | 106      | 0     | 0        | 99    | 77       | 3.16     | 1.22    |
| 1954      | 近鉄      | 35    | 30    | 19    | 3     | 2        | 16    | 12    | --       | --          | .571  | 899   | 232.0    | 174      | 20          | 57       | --    | 4        | 118      | 0     | 0        | 75    | 63       | 2.44     | 1.00    |
| 1955      | 近鉄      | 40    | 28    | 14    | 3     | 2        | 14    | 16    | --       | --          | .467  | 944   | 226.0    | 228      | 17          | 54       | 2     | 10       | 106      | 3     | 0        | 105   | 89       | 3.54     | 1.25    |
| 1956      | 近鉄      | 28    | 20    | 10    | 2     | 3        | 9     | 11    | --       | --          | .450  | 616   | 152.1    | 132      | 6           | 29       | 1     | 2        | 66       | 0     | 0        | 64    | 50       | 2.95     | 1.06    |
| 1957      | 近鉄      | 2     | 1     | 0     | 0     | 0        | 0     | 1     | --       | --          | .000  | 23    | 5.1      | 6        | 1           | 2        | 0     | 0        | 5        | 0     | 0        | 3     | 3        | 5.06     | 1.50    |
| 通算：8年 | 通算：8年 | 244   | 157   | 87    | 12    | 11       | 65    | 94    | --       | --          | .409  | 5620  | 1345.1   | 1293     | 93          | 360      | 3     | 44       | 645      | 8     | 5        | 624   | 512      | 3.43     | 1.23    |

※ 各年度の太字はリーグ最高

### 年度別打撃成績
| 年 度      | 球 団      | 試 合 | 打 席 | 打 数 | 得 点 | 安 打 | 二 塁 打 | 三 塁 打 | 本 塁 打 | 塁 打 | 打 点 | 盗 塁 | 盗 塁 死 | 犠 打 | 犠 飛 | 四 球 | 敬 遠 | 死 球 | 三 振 | 併 殺 打 | 打 率 | 出 塁 率 | 長 打 率 | O P S |
| ---------- | ---------- | ----- | ----- | ----- | ----- | ----- | -------- | -------- | -------- | ----- | ----- | ----- | -------- | ----- | ----- | ----- | ----- | ----- | ----- | -------- | ----- | -------- | -------- | ----- |
| 1950       | 近鉄       | 63    | 137   | 129   | 15    | 32    | 2        | 0        | 4        | 46    | 21    | 1     | 0        | 1     | --    | 5     | --    | 2     | 14    | 1        | .248  | .287     | .357     | .643  |
| 1951       | 近鉄       | 52    | 93    | 89    | 4     | 23    | 3        | 1        | 0        | 28    | 11    | 0     | 0        | 0     | --    | 3     | --    | 1     | 3     | 0        | .258  | .290     | .315     | .605  |
| 1952       | 近鉄       | 69    | 103   | 99    | 7     | 31    | 5        | 0        | 1        | 39    | 16    | 0     | 0        | 0     | --    | 4     | --    | 0     | 3     | 0        | .313  | .340     | .394     | .734  |
| 1953       | 近鉄       | 42    | 89    | 85    | 10    | 27    | 3        | 3        | 0        | 36    | 7     | 0     | 0        | 0     | --    | 4     | --    | 0     | 2     | 2        | .318  | .348     | .424     | .772  |
| 1954       | 近鉄       | 56    | 114   | 97    | 10    | 25    | 2        | 0        | 1        | 30    | 10    | 0     | 0        | 2     | 1     | 13    | --    | 1     | 6     | 1        | .258  | .348     | .309     | .657  |
| 1955       | 近鉄       | 54    | 108   | 91    | 11    | 25    | 1        | 1        | 0        | 28    | 9     | 0     | 0        | 2     | 3     | 12    | 0     | 0     | 11    | 3        | .275  | .349     | .308     | .657  |
| 1956       | 近鉄       | 59    | 89    | 82    | 11    | 22    | 1        | 0        | 1        | 26    | 15    | 0     | 0        | 3     | 1     | 3     | 0     | 0     | 5     | 0        | .268  | .291     | .317     | .608  |
| 1957       | 近鉄       | 125   | 479   | 429   | 47    | 122   | 16       | 2        | 6        | 160   | 39    | 8     | 7        | 5     | 0     | 40    | 0     | 5     | 28    | 6        | .284  | .352     | .373     | .725  |
| 1958       | 近鉄       | 59    | 234   | 213   | 21    | 54    | 10       | 1        | 1        | 69    | 17    | 1     | 0        | 3     | 1     | 16    | 0     | 1     | 20    | 1        | .254  | .307     | .324     | .631  |
| 1959       | 近鉄       | 116   | 451   | 412   | 49    | 120   | 17       | 9        | 5        | 170   | 38    | 4     | 3        | 5     | 0     | 30    | 1     | 4     | 32    | 5        | .291  | .345     | .413     | .758  |
| 1960       | 近鉄       | 112   | 429   | 390   | 44    | 110   | 16       | 1        | 2        | 134   | 32    | 0     | 0        | 6     | 3     | 25    | 4     | 5     | 22    | 10       | .282  | .331     | .344     | .675  |
| 1961       | 近鉄       | 128   | 483   | 435   | 51    | 123   | 18       | 1        | 9        | 170   | 49    | 4     | 4        | 7     | 5     | 34    | 4     | 2     | 26    | 10       | .283  | .334     | .391     | .725  |
| 1962       | 近鉄       | 126   | 509   | 465   | 66    | 144   | 18       | 4        | 9        | 197   | 49    | 4     | 2        | 3     | 3     | 33    | 1     | 5     | 34    | 5        | .310  | .360     | .424     | .783  |
| 1963       | 近鉄       | 144   | 578   | 506   | 73    | 150   | 26       | 1        | 12       | 214   | 66    | 6     | 4        | 4     | 2     | 61    | 1     | 5     | 34    | 12       | .296  | .376     | .423     | .799  |
| 1964       | 近鉄       | 122   | 392   | 357   | 28    | 81    | 10       | 0        | 5        | 106   | 25    | 1     | 2        | 4     | 3     | 22    | 1     | 6     | 27    | 9        | .227  | .281     | .297     | .578  |
| 1965       | 巨人       | 90    | 221   | 199   | 16    | 48    | 6        | 1        | 3        | 65    | 20    | 1     | 0        | 1     | 1     | 15    | 1     | 5     | 16    | 5        | .241  | .309     | .327     | .636  |
| 通算：16年 | 通算：16年 | 1417  | 4509  | 4078  | 463   | 1137  | 154      | 25       | 59       | 1518  | 424   | 30    | 22       | 46    | 23    | 320   | 13    | 42    | 283   | 70       | .279  | .336     | .372     | .708  |

※ 各年度の太字はリーグ最高

### 年度別監督成績
| 年 度     | 球 団     | 順 位     | 試 合 | 勝 利 | 敗 戦 | 引 分 | 勝 率 | ゲ ｜ ム 差            | 本 塁 打               | 打 率                  | 防 御 率               | 年 齡                  |
| --------- | --------- | --------- | ----- | ----- | ----- | ----- | ----- | ---------------------- | ---------------------- | ---------------------- | ---------------------- | ---------------------- |
| 1982年    | 大洋      | 5位       | 130   | 53    | 65    | 12    | .449  | 14.5                   | 125                    | .250                   | 3.92                   | 55歳                   |
| 1983年    | 大洋      | 3位       | 130   | 61    | 61    | 8     | .500  | 11.0                   | 137                    | .272                   | 4.52                   | 56歳                   |
| 1984年    | 大洋      | 6位       | 130   | 46    | 77    | 7     | .374  | 30.5                   | 100                    | .263                   | 4.55                   | 57歳                   |
| 1987年    | ヤクルト  | 4位       | 130   | 58    | 64    | 8     | .475  | 19.5                   | 159                    | .260                   | 4.51                   | 60歳                   |
| 1988年    | ヤクルト  | 5位       | 130   | 58    | 69    | 3     | .457  | 22.0                   | 147                    | .246                   | 3.79                   | 61歳                   |
| 1989年    | ヤクルト  | 4位       | 130   | 55    | 72    | 3     | .433  | 28.5                   | 140                    | .254                   | 3.97                   | 62歳                   |
| 通算：6年 | 通算：6年 | 通算：6年 | 780   | 331   | 408   | 41    | .448  | Aクラス1回、Bクラス5回 | Aクラス1回、Bクラス5回 | Aクラス1回、Bクラス5回 | Aクラス1回、Bクラス5回 | Aクラス1回、Bクラス5回 |

※ 1982年から1996年までは130試合制

### 表彰
- 野球殿堂競技者表彰 （2003年）

### 記録
節目の記録
- 1000試合出場：1962年7月14日 ※史上72人目

その他の記録
- オールスターゲーム出場：5回 （1953年、1959年、1960年、1962年、1963年）

### 背番号
- 19 （1950年 - 1965年）
- 63 （1970年）
- 70 （1975年 - 1976年）
- 71 （1982年 - 1984年）
- 83 （1987年 - 1989年）

## 関連情報

### 出演番組
- BASEBALL SPECIAL〜野球道〜
- SWALLOWS BASEBALL L!VE
- プロ野球ニュース（2011年より原則としてMC<形式上は関根とアナウンサーの2-3人司会であるが、実際はアナウンサー（2013年以後は別の解説者も）が総合司会を担当し、関根はコメンテーター席で「ご意見番」という位置づけで出演する>のみでの出演となった。2016年まで出演）
- ニッポン放送ショウアップナイター（土・日曜にMBSタイガースライブとネットワークを組むこともある。また、MBSの中継でゲスト解説をしたこともある）
- すぽると!
- プロ野球珍プレー・好プレー大賞

### 著書
- 『一勝二敗の勝者論』（佼成出版社：1990年8月）
- 『若いヤツの育て方』（日本実業出版社：1990年10月）
- 『野球ができてありがとう - 関根潤三野球放談』（小学館：1998年11月）
- 『いいかげんがちょうどいい - 85歳、野球で知った人生で大切なこと』（ベースボール・マガジン社：2012年11月）

### 出演映画
- アモーレの鐘（1981年） - 別荘の管理人 役

### 作詞
- 『ここが命の2・3（ツースリー）』（現役時代の1955年。歌は真木不二夫、テイチクレコードより発売）
  - 関根は2009年12月に放送された『プロ野球ここだけの話』（フジテレビワンツーネクスト）の中で久々に曲を聴いて「若気の至り」と反省していた。